# Шеффілд (парафія, Нью-Брансвік)
Шеффілд (англ. Sheffield) — парафія в Канаді, у провінції Нью-Брансвік, у складі графства Санбері.

## Населення
За даними перепису 2016 року, парафія нараховувала 809 осіб, показавши скорочення на 5,2%, порівняно з 2011-м роком. Середня густина населення становила 3 осіб/км².
З офіційних мов обидвома одночасно володіли 55 жителів, тільки англійською — 750. Усього 5 осіб вважали рідною мовою не одну з офіційних.
Працездатне населення становило 55,9% усього населення, рівень безробіття — 20% (26,2% серед чоловіків та 10,5% серед жінок). 83,8% осіб були найманими працівниками, а 16,3% — самозайнятими.
Середній дохід на особу становив $36 338 (медіана $31 264), при цьому для чоловіків — $38 890, а для жінок $33 850 (медіани — $38 101 та $24 672 відповідно).
39,2% мешканців мали закінчену шкільну освіту, не мали закінченої шкільної освіти — 23,8%, 37,8% мали післяшкільну освіту, з яких 20,4% мали диплом бакалавра, або вищий.
| Статево-вікова структура населення | Статево-вікова структура населення | Статево-вікова структура населення | Статево-вікова структура населення | Статево-вікова структура населення |
| ---------------------------------- | ---------------------------------- | ---------------------------------- | ---------------------------------- | ---------------------------------- |
|                                    |                                    |                                    |                                    |                                    |
| Всього                             | Всього                             | 52,2%47,8%                         |                                    |                                    |
| 0 — 14 років                       | 0 — 14 років                       |                                    | 15,5%                              | 15,5%                              |
| 15 — 64 років                      | 15 — 64 років                      |                                    | 59%                                | 59%                                |
| 65 і більше                        | 65 і більше                        |                                    | 25,5%                              | 25,5%                              |
| 85 і більше                        | 85 і більше                        |                                    | 1,9%                               | 1,9%                               |
| Середній вік (років)               | Середній вік (років)               | 45,946,7                           | 46,3                               | 46,3                               |
| Медіана (років)                    | Медіана (років)                    | 52,151,3                           | 51,7                               | 51,7                               |
| — чоловіки — жінки                 |                                    |                                    |                                    |                                    |

| Походження мешканців:     | Походження мешканців:     | Походження мешканців: | Походження мешканців: | Походження мешканців: |
| ------------------------- | ------------------------- | --------------------- | --------------------- | --------------------- |
| Походження                |                           |                       | осіб                  | %                     |
| Корінні американці        | Корінні американці        |                       | 35                    | 4.12%                 |
| Інше північноамериканське | Інше північноамериканське |                       | 420                   | 49.41%                |
| Європейське               | Європейське               |                       | 565                   | 66.47%                |
| британське                | британське                |                       | 495                   | 58.24%                |
| французьке                | французьке                |                       | 115                   | 13.53%                |
| Океанійське               | Океанійське               |                       | 10                    | 1.18%                 |

| Зайнятість населення за галузями (за класифікацією NOC): | Зайнятість населення за галузями (за класифікацією NOC): | Зайнятість населення за галузями (за класифікацією NOC): | Зайнятість населення за галузями (за класифікацією NOC): | Зайнятість населення за галузями (за класифікацією NOC): |
| -------------------------------------------------------- | -------------------------------------------------------- | -------------------------------------------------------- | -------------------------------------------------------- | -------------------------------------------------------- |
|                                                          |                                                          |                                                          |                                                          |                                                          |
| Управління                                               | Управління                                               |                                                          | 6,3%                                                     | 6,3%                                                     |
| Бізнес, фінанси та адміністрування                       | Бізнес, фінанси та адміністрування                       |                                                          | 15%                                                      | 15%                                                      |
| Природничі та прикладні науки                            | Природничі та прикладні науки                            |                                                          | 3,8%                                                     | 3,8%                                                     |
| Охорона здоров'я                                         | Охорона здоров'я                                         |                                                          | 10%                                                      | 10%                                                      |
| Освіта, правозахист, муніципальні та урядові служби      | Освіта, правозахист, муніципальні та урядові служби      |                                                          | 8,8%                                                     | 8,8%                                                     |
| Роздрібна торгівля та послуги                            | Роздрібна торгівля та послуги                            |                                                          | 20%                                                      | 20%                                                      |
| Гуртова торгівля, транспорт та обладнання                | Гуртова торгівля, транспорт та обладнання                |                                                          | 28,8%                                                    | 28,8%                                                    |
| Природні ресурси, сільське господарство                  | Природні ресурси, сільське господарство                  |                                                          | 2,5%                                                     | 2,5%                                                     |
| Виробництво                                              | Виробництво                                              |                                                          | 3,8%                                                     | 3,8%                                                     |

## Клімат
Середня річна температура становить 5,3°C, середня максимальна – 23,4°C, а середня мінімальна – -16,2°C. Середня річна кількість опадів – 1 099 мм.
| Клімат поселення                              | Клімат поселення | Клімат поселення | Клімат поселення | Клімат поселення | Клімат поселення | Клімат поселення | Клімат поселення | Клімат поселення | Клімат поселення | Клімат поселення | Клімат поселення | Клімат поселення | Клімат поселення |
| Показник                                      | Січ.             | Лют.             | Бер.             | Квіт.            | Трав.            | Черв.            | Лип.             | Серп.            | Вер.             | Жовт.            | Лист.            | Груд.            |                  |
| Середній максимум, °C                         | −3,2             | −1,42            | 4,01             | 10,36            | 16,84            | 22,14            | 23,42            | 22,41            | 17,83            | 11,82            | 5,82             | −1,69            |                  |
| Середня температура, °C                       | −9,69            | −7,92            | −2,5             | 3,86             | 10,33            | 15,63            | 19,04            | 18,04            | 13,46            | 7,44             | 1,42             | −6,07            |                  |
| Середній мінімум, °C                          | −16,2            | −14,41           | −9               | −2,62            | 3,82             | 9,13             | 14,66            | 13,65            | 9,07             | 3,06             | −2,95            | −10,45           |                  |
| Норма опадів, мм                              | 96               | 80               | 84               | 83               | 94               | 90               | 89               | 87               | 89               | 95               | 106              | 106              |                  |
| Середньомісячна швидкість вітру, м/с          | 3.45             | 3.49             | 3.63             | 3.60             | 3.27             | 2.81             | 2.60             | 2.40             | 2.70             | 3.00             | 3.25             | 3.40             |                  |
| Середньомісячна сонячна радіація, кДж/м²·день | 5333             | 8569             | 12326            | 15349            | 18174            | 20220            | 19980            | 17619            | 13212            | 8426             | 4988             | 4122             |                  |
| --------------------------------------------- | ---------------- | ---------------- | ---------------- | ---------------- | ---------------- | ---------------- | ---------------- | ---------------- | ---------------- | ---------------- | ---------------- | ---------------- | ---------------- |
| Джерело:                                      |                  |                  |                  |                  |                  |                  |                  |                  |                  |                  |                  |                  |                  |